# Pantherodes conglomerata
Pantherodes conglomerata é um inseto da ordem Lepidoptera; uma mariposa, ou traça, neotropical da família Geometridae, classificada em 1894 por William Warren nas páginas 422-423 do texto "New genera and species of Geometridae", publicado na obra Novitates zoologicae, volume 1 (2), com a denominação Panthera conglomerata; seu autor indicando que foi uma "coleta sem localidade" e que o outro espécime depositado na coleção do Museu Britânico é de Bogotá, na Colômbia; estando, esta espécie do gênero Pantherodes, distribuída do sul da América Central ao norte da América do Sul; não diferindo muito de outras congêneres; Warren afirmando que "a sua cor de fundo é decididamente mais pálida e menos amarela do que em qualquer uma das outras formas".